# Clinton (Tennessee)
Clinton is een plaats (city) in de Amerikaanse staat Tennessee, en valt bestuurlijk gezien onder Anderson County.

## Demografie
Bij de volkstelling in 2000 werd het aantal inwoners vastgesteld op 9409. In 2006 is het aantal inwoners door het United States Census Bureau geschat op 9504, een stijging van 95 (1,0%).

## Geografie
Volgens het United States Census Bureau beslaat de plaats een oppervlakte van 29,6 km², waarvan 28,2 km² land en 1,4 km² water. Clinton ligt op ongeveer 338 m boven zeeniveau.

## Plaatsen in de nabije omgeving
De onderstaande figuur toont nabijgelegen plaatsen in een straal van 24 km rond Clinton.